# Pesca-giallo
Il pesca-giallo è un mix dei colori pesca e giallo. A volte viene chiamato Difdred.